# Wapen van Guatemala
Het wapen van Guatemala is het centrale element in de vlag van dat land. In het wapen is de datum 15 september 1821 te lezen, de datum van de onafhankelijkheid van de Verenigde Staten van Centraal-Amerika van Spanje. Daarnaast bevat dit wapen twee gekruiste geweren en twee gekruiste sabels, die duiden op de bereidheid van Guatemala om zich te verdedigen indien noodzakelijk. Verder zijn de olijftakken het symbool voor de vrede. Ten slotte zijn er een krans en een quetzal-vogel afgebeeld, symbolen van vrijheid. De quetzal komt uit het wapen van Los Altos, een gebied in Guatemala dat zich in 1838 onafhankelijk had verklaard, maar binnen twee jaar met geweld weer bij Guatemala werd gevoegd.